# Wang Dulu
Wang Dulu (chinesisch 王度盧 / 王度卢, Pinyin Wáng Dùlú, Jyutping Wong4 Dou6lou4, geboren als 王葆祥,  Wáng Bǎoxiáng, Jyutping Wong4 Bou2coeng4, Zi Xiaoci 霄羽,  xiāoyǔ – „Himmelsfeder“; * 1909 in Peking; † 1977 in Tieling, China) war ein chinesischer Autor.

## Leben
Wang Dulu wurde 1909 als Sohn einer mandschurischen Familie in Peking geboren. Er war Autodidakt und war oft Gasthörer in der Pekinger Universität. Wang Dulu war ein Autor des chinesischen Wuxia-Genres. Das Wuxia ist ein Genre, das sich mit Kung-Fu-Kämpfern befasst. Wang Dulu wurde durch seine Geschichten in den 1930ern bekannt und schrieb über 30 Wuxia-Romane. Er war als Erfinder und Vater der nördlichen Wuxia-Literatur bekannt und beeinflusste viele Autoren, die nach ihm kamen. In seiner Jugend schrieb er Artikel für Zeitungen. Später verfasste er Detektiv- und romantische Geschichten, bis er in den 30er Jahren begann, Romane zu schreiben. Nachdem er nach Qingdao gezogen war, begann er Anfang des 20. Jh. die damals modernen Wuxia-Romane (武侠小说) zu schreiben und galt als einer der „fünf einflussreichsten Autoren der nördlichen Wuxia-Literatur“ (北派五大家). Sein berühmtestes Werk ist die Kranich und Eisen-Pentalogie.
Im Laufe seines harten Lebens übte er verschiedene Berufe aus. Unter anderem arbeitete er als Redakteur einer kleinen Zeitung und als Angestellter einer Händlervereinigung und ab 1949 in Luoyang in der Provinz Liaoning als Lehrer an einer Mittelschule. Während der Kulturrevolution 1969 wurde er als Lehrer im Pensionsalter für etwa sechs Jahre zur „Umerziehung“ aufs Land geschickt. Danach zog er 1975 zu seinem jüngsten Sohn nach Tieling nahe Luoyang. Wang Dulu starb im Februar 1977.

## Werke (Auswahl)
Die Werke Wang Dulus sind bisher nicht ins Deutsche übersetzt worden und daher keine deutsche Bücher mit offiziellen deutschen Titeln verfügbar.
| #  | Titel                                 | Langz.     | Kurzz.     | Pinyin                | Englisch                       | Serie                                | Bemerkung |
| -- | ------------------------------------- | ---------- | ---------- | --------------------- | ------------------------------ | ------------------------------------ | --------- |
| 1  | Der Kranich schreckt Kunlun           | 鶴驚崑崙   | 鹤惊昆仑   | Hè jīng Kūnlún        | Crane Frightens KunLun         | Kranich und Eisen-Pentalogie – Bd. 1 | —         |
| 2  | Wertvolles Schwert, Goldene Haarnadel | 寶劍金釵   | 宝剑金钗   | Bǎojiàn jīnchāi       | Precious Sword, Golden Hairpin | Kranich und Eisen-Pentalogie – Bd. 2 | —         |
| 3  | Schwertkraft, Perlenschein            | 劍氣珠光   | 剑气珠光   | Jiànqì zhūguāng       | Sword Spirit, Pearl Light      | Kranich und Eisen-Pentalogie – Bd. 3 | —         |
| 4  | Kauernder Tiger, Verborgener Drache   | 臥虎藏龍   | 卧虎藏龙   | Wòhǔ cánglóng         | Crouching Tiger, Hidden Dragon | Kranich und Eisen-Pentalogie – Bd. 4 | verfilmt  |
| 5  | Eiserner Ritter, Silberne Vase        | 鐵騎銀瓶   | 铁骑银瓶   | Tiěqí yínpíng         | Iron Knight, Silver Vase       | Kranich und Eisen-Pentalogie – Bd. 5 | verfilmt  |
| 6  | —                                     | 紫鳳鏢     | 紫凤镖     | Zǐfèngbiāo            | —                              | —                                    | —         |
| 7  | —                                     | 紫電青霜   | 紫电青霜   | Zǐdiàn qīngshuāng     | —                              | —                                    | —         |
| 8  | —                                     | 河嶽遊俠傳 | 河岳游侠传 | Hé Yuè yóuxiázhuàn    | —                              | —                                    | —         |
| 9  | —                                     | 風雨雙龍劍 | 风雨双龙剑 | Fēngyǔ shuānglóngjiàn | —                              | —                                    | —         |
| 10 | —                                     | 燕市俠伶   | 燕市侠伶   | Yānshì xiálíng        | —                              | —                                    | —         |
| 11 | —                                     | 春秋戟     | 春秋戟     | Chūnqiūjǐ             | —                              | —                                    | —         |
| 12 | —                                     | 龍虎鐵連環 | 龙虎铁连环 | Lónghǔ tiěliánhuán    | —                              | —                                    | —         |